# Giovanni Battista Alfano
Giovanni Battista Alfano (Napoli, 8 de dezembro de 1878 — Nápoles, 27 de dezembro de 1955) foi um sacerdote católico que se destacou no campo da sismologia e da vulcanologia. Também se dedicou à escrita em matérias de teologia e de parapsicologia, tendo recebido da Santa Sé o título honorífico de «monsenhor».

## Biografia
Nasceu na paróquia de Materdei de Nápoles, filho de Giovanni Battista e Nicotera Concetta. Terminou o ensino liceal em 1889, tendo-se matriculado no Seminário Maior de Nápoles (Seminario Maggiore di Napoli) a 18 de junho desse mesmo ano de 1889. Foi ordenado presbítero em 21 de dezembro de 1901, com um ano de antecipação em relação à idade canónica. Iniciou nesse ano funções pastorais na sua paróquia natal, a paróquia napolitana de Materdei, as quais manteria até 1930.  A 20 de agosto 1930 o cardeal Alessio Ascalesi nomeou-o cónego da Catedral de Nápoles, benefício de que tomou posse a 24 de agosto daquele ano. Manteve-se em funções como cónego até 19 de junho de 1948, data em que pediu dispensa das suas funções por motivos de saúde.
Matriculou-se no curso de Ciências Naturais da Universidade de Nápoles, onde foi aluno de Giuseppe Mercalli, obtendo a licenciatura (Laurea in Scienze Naturali) a 19 de junho de 1906 com uma tese sobre anatomia comparada elaborada sob a orientação de Antonio Della Valle.
Após a erupção do Vesúvio de 1906, foi nomeado director do Observatório Sísmico de Pompeia (Osservatorio Sismico di Pompei ), em Pompeia, cargo que exerceu de 1907 a 1933. Foi também fundador de um observatório sísmico nas instalações do Seminário Maior do Seminário Arcebispal de Nápoles (Seminario Maggiore do Seminario Arcivescovile di Napoli), onde foi professor de Ciências Naturais e de Física de 1907 a 1943, para além de ter ali construído o primeiro sismógrafo italiano, instrumento presentemente à guarda do Observatório do Vesúvio (Osservatorio Vesuviano). Para além do seu trabalho no Seminário, acumulou funções como professor de Ciências Naturais em diversas instituições de ensino napolitanas ligadas à Igreja Católica, entre as quais o Seminario di Castellammare di Stabia, a Scuola Normale Nicola Fornelli, as Scuole magistrali delle Figlie della Carità all’Arco Mirelli e a Facoltà Teologica Napoletana (onde ensinou Medicina Pastoral).
Foi assistente no Istituto vulcanologico Friedlaender, instituição fundada em Vomero (Nápoles) por Immanuel Friedlaender. A colaboração com este vulcanólogo alemão de ascendência judaica foi extensa e próxima, o que levou este cientista a oferecer a sua biblioteca e instrumentos do observatório ao Seminário Arcebispal quando foi obrigado a refugiar-se na Suíça ao ser perseguido por ser considerado pelas autoridades fascistas italianas e pelo regime nazi como judeu no período que antecedeu a Segunda Guerra Mundial. É autor de numerosos textos sobre sismologia, vulcanologia, geofísica e meteorologia. Foi colaborador da Enciclopedia Italiana. Cultivou também a parapsicologia, sendo sócio activo da Società Italiana di Metapsichica, instituição fundada por Ferdinando Cazzamalli com quem colaborou.
Foi membro da Pontificia Accademia dei Nuovi Lincei desde 1911, sócio da Accademia di San Pietro in Vincoli (1912), da qual foi secretário, sócio da Società Metereologica Italiana (1912), sócio da Società dei Naturalisti di Napoli (1913), sócio da Società Sismologica Italiana (1919), sócio da Società per il Progresso della Scienza (1919) e sócio da Società degli Spettroscopisti Italiani (1920). Também foi censor de livros na cúria de Nápoles (Curia Arcivescovile di Napoli).
A sua acção pioneira no estudo do Vesúvio é lembrada no Museo Vesuviano Giovan Battista Alfano.

## Obras publicadas
Entre outras, Monsenhor Giovanni Battista Alfano é autor das seguintes obras:
- Vita di Gesù, Iedoc, Napoli, 1965
- Su le Sante Spine della corona, Unione, Napoli, 1932
- Su la Santa Spina della corona di N. S. Gesù Cristo, Unione, Napoli, 1932
- L'anno diciannove volte secolare della morte di Gesù, estratto, Unione, Napoli, 1933
- Sull'autenticità della S. Sindone di Torino, Unione, Napoli, 1934
- La storia del Vesuvio illustrata da documenti coevi, Karl Hohn, Ulm, 1929
- Die Geschichte des Vesuv, Verlag Dietrich Reimer, Berlino, 1929
- Il Vesuvio e le sue eruzioni, Scuola Tip. Pontificia di Pompei, 1929
- Sismologia moderna, Hoepli, Milano, 1910
- Epigrafia vesuviana, Di Gennaro, Napoli, 1929
- Notizie sull'eruzione del Vesuvio dal 3 al 6 giugno 1929, estratto, Unione Tip. Combattenti, Napoli, 1929
- La sezione geodinamica - Il Museo Vaticano, Scuola Tip. Pontificia di Pompei, 1912
- Che cosa è il terremoto, Scuola Tip. Pontificia di Pompei, 1930
- Il terremoto irpino del 23 luglio 1930 Scuola Tip. Pontificia di Pompei, 1931
- L'Osservatorio Sismico del Seminario Arcivescovile di Capodimonte (Napoli), estratto, Sallustiana, 1934
- Gli epicentri sismici dell'Italia, Jovene, Napoli, 1934
- Dove fu Ercolano?, Unione, Napoli, 1937
- Le eruzioni del Vesuvio tra il 79 e il 1631, Tipografia Pontificia di Valle di Pompei, 1924
- Retina o Rectina? Città o matrona?, Unione, Napoli, 1931
- Il padre Guido Alfani di S. P., Unione, Napoli, 1941
- La continenza periodica nel matrimonio, D'Auria, Napoli, 1949
- La fecondazione artificiale della donna, D'Auria, Napoli, 1950
- Lo spiritismo... questo mistero!, Adriana, Napoli, 1955
- Cosmogonia mosaica e cosmogonia naturale, Di Gennaro, Napoli, 1929
- Il miracolo di San Gennaro, Di Gennaro, Napoli, 1924
- La storia e il  miracolo di S. Gennaro, Adriana, Napoli, 1952
- Il santuario di S. Gennaro alla solfatara di Pozzuoli, D'Oriano, Pozzuoli NA, 1953
- Le scienze occulte e il miracolo di S. Gennaro, Scuola Tip. Pontificia di Pompei, 1922
- La rincarnazione errore antico e moderno, Adriana, Napoli, 1952
- Piccola enciclopedia di scienze occulte, Federico & Ardia, Napoli, 1949
- La metapsichica e la metafisiologia, Di Gennaro, Napoli, 1932
- La radioestesia è una scienza?, Edizioni Liturgiche Missionarie, Roma, 1942
- Sguardo storico e scientifico alle ipotesi sulla origine delle specie, Di Gennaro, Napoli, 1929
- Notizie storiche sulle reliquie di sangue, Adriana, Napoli, 1952
- Riassunto di biologia vegetale e di igiene, Federico & Ardia, Napoli, 1947
- Riassunto di geografia fisica e geologia, Federico & Ardia, Napoli, 1962
- Riassunto di chimica e mineralogia, Federico & Ardia, Napoli, 1950
- Riassunto di biologia animale, Federico & Ardia, Napoli, 1954
- Appunti di zoologia e botanica, Scuola Tip. Pontificia di Pompei, 1914
- Gli aggressivi chimici, Unione, Napoli, 1935
- Il viaggio del "Norge" al Polo, Sicignano, Pompei, 1926
- Nozioni di geografia antropica commerciale e politica, Iazzetta, Napoli, 1933

## Links
- «Alfano, Giovanni Battista», no Dizionario Biografico degli Italiani, Istituto dell'Enciclopedia Italiana Treccani.